# جان تيريل
جان تيريل (بالإنجليزية: Jean Terrell)‏ هي مغنية أمريكية، ولدت في 26 نوفمبر 1944 في بلزوني في الولايات المتحدة.

## وصلات خارجية
- جان تيريل على موقع IMDb (الإنجليزية)
- جان تيريل على موقع ميوزك برينز (الإنجليزية)
- جان تيريل على موقع أول ميوزيك (الإنجليزية)
- جان تيريل على موقع ديسكوغز (الإنجليزية)